# Prairie City (Oregon)
Prairie City is een plaats (city) in de Amerikaanse staat Oregon, en valt bestuurlijk gezien onder Grant County.

## Demografie
Bij de volkstelling in 2000 werd het aantal inwoners vastgesteld op 1080. In 2006 is het aantal inwoners door het United States Census Bureau geschat op 952, een daling van 128 (-11,9%).

## Geografie
Volgens het United States Census Bureau beslaat de plaats een oppervlakte van 2,5 km², geheel bestaande uit land. Prairie City ligt op ongeveer 1080 m boven zeeniveau.

## Plaatsen in de nabije omgeving
De onderstaande figuur toont nabijgelegen plaatsen in een straal van 36 km rond Prairie City.